# وكالة الفضاء الإسرائيلية
وكالة الفضاء الإسرائيلية (ISA؛ عبرية: סוכנות החלל הישראלית، سوخنوت هحلل هيسراليت) جسم حكومي يعنى بتحديث البرنامج الإسرائيلي الفضائي بالأبحاث العلمية والتجارية. أنشئت عام 1983 ورئيسها الحالي البروفسور إسحاق بن إسرائيل.

## الرؤية
حسب تصريح 27يوليو 2005:
"الدراسات والأبحاث الفضائية هي المفتاح الجوهري للدفاع عن الحياة في الأرض؛ وكبد التقدم التقني فيها؛ مفتاح وجود المجتمع الحديث؛ صك للتنظيم العلمي المبني على التنمية؛ والتجمع المركزي للمصادر البشرية العلمية والمؤهلة."
والرؤية هي"لإبقاء وتوسيع وجة المقارنة بالنسبة لإسرائيل ووضعها بين الدول العظمى للبحوث الفضائية."
والأهداف الرئيسية للمنظمة تعتمد على:
- وضع وتحديث الأنظمة للأقمار الصناعية للبحوث الفضائية، والدراسات الأرضية من هناك.
- تطوير التقنيات، والمعرفة والبنية التحتية العلمية مطلوبة للبحوث الفضائية.
- ترقية وجه البحوث العلمية الفضائية والاستكشافية، لتقوية الاهتمامات الأممية في إسرائيل.
- تقوية الروابط بين المجتمع الإسرائيلي، وبحوث الفضاء والاستكشافات الكونية.

ووقعت المنظمة اتفاقيات مع وكلات فضاء وهي: ناسا الولايات المتحدة الأمريكية، (سينس) فرنسا، (سي أس أي) كندا، (إيسرو) الهند، (دي أل أر) ألمانيا، (إن أس أي يو) أوكرانيا، (أر كاي أي) روسيا، (إن أي ڤي أر) هولندا، (أي إيي بي) برازيل.

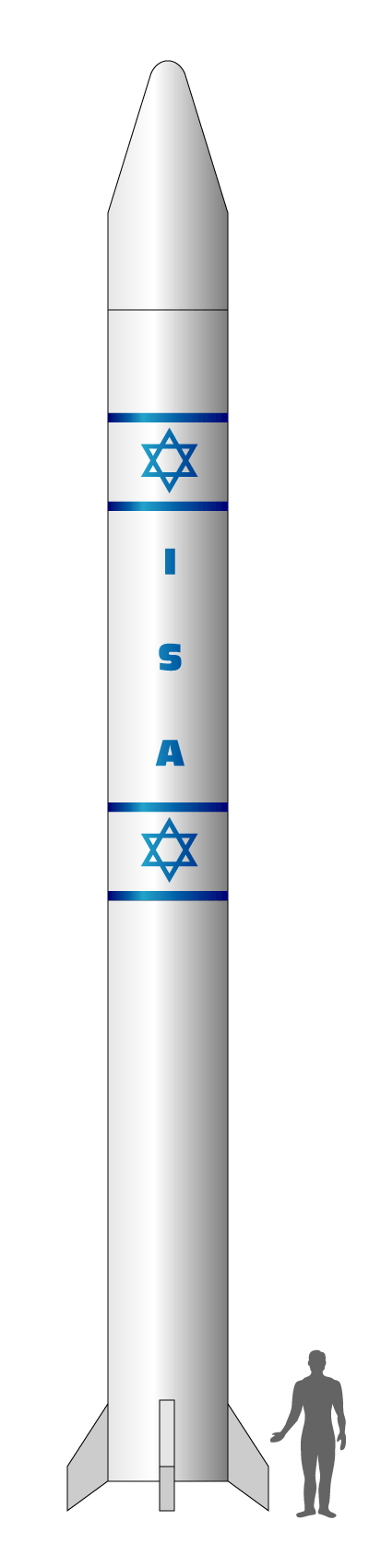

## تاريخ
في السبعينات والثمانينات من القرن الماضي أصبح لإسرائيل البنية التحتية القادرة على البحوث الفضائية. وكان ذلك بتطوير الأقمار الصناعية وأنظمة الإطلاق، ونجحت في الانضمام إلى النادي الدولي القادر على هذا. في عام 1983 صرحت وزارة العلوم والتقنية الإسرائيلية بأنها سوف تنشئ برنامجها الوطني الفضائي. عام 1984 تم التعاون بين قام مركز علوم الفضاء الوطني بالتعاون مع مصانع الطائرات الإسرائيلية لإطلاق أول قمر صناعي إلى مدارة. ،اثمرت التجربة بإطلاق سلسلة أقمار أفق إلى المدارات بهذا التعاون.

## التكلفة
تكلفة هذه الوكالة هي مليون دولار أمريكي، وهي لا تشمل البحوث المعنية للهبوط على كوكب الزهرة( ما يقارب 7 ملايين دولار أمريكي) 70 مليون دولار كلفة البرنامج العسكري، وغيرها من الضرائب الأخرى المعنية.

## وصلات خارجية
- ISA Home Page